# Bob Daisley
Bob Daisley, vero nome Robert Daisley (Sydney, 13 febbraio 1950), è un bassista australiano.

## Biografia

### La carriera
Nei primi anni settanta è già un bassista molto richiesto suonando in varie band come "Kahvas Jute", "Chicken Shack" e Widowmaker. Nel 1977 integra i Rainbow di Ritchie Blackmore,  allora impegnati nella realizzazione del loro terzo lavoro in studio, Long Live Rock 'N' Roll. La quasi totalità delle parti di basso sono già state registrate dal chitarrista, ma Daisley fa comunque in tempo ad apportare il suo contributo a un paio di brani.
Negli anni ottanta, Daisley fonda con Ozzy Osbourne  la band The Blizzard of Oz, con cui inciderà noti album nell'heavy metal come Blizzard of Ozz e Diary of a Madman. Nel tour di quest'ultimo, viene rimpiazzato da Rudy Sarzo (Quiet Riot).
Nel biennio successivo milita negli Uriah Heep, contribuendo fattivamente a due dischi fondamentali per il rilancio della band, per quindi essere richiamato da Osbourne nel 1983 realizzando Bark at the Moon e prendendo parte al relativo tour.
Contribuirà anche a un album dell'ex band di Ozzy, i Black Sabbath, The Eternal Idol, senza tuttavia prendere parte al successivo tour, e all'album solista di Bill Ward, il batterista della band, ovvero Ward One: Along the Way.
Altri famosi artisti con cui Daisley ha lavorato, nel corso della sua carriera sono Yngwie Malmsteen, Gary Moore (con cui ha inciso molti dischi),
In anni recenti, il bassista ha formato, con l'ex Deep Purple Jon Lord una band provvisoria, i "The Hoochie Coochie Men", suonando dal vivo vari classici del blues in data 7 febbraio 2003 e ne ha pubblicato il DVD e un CD.

### La lite con Ozzy Osbourne
La collaborazione di Bob con Ozzy si è rivelata piena di accese discussioni, a causa di mancati diritti d'autore nei confronti del bassista. Agli inizi degli anni novanta, assieme al primo batterista della band, Lee Kerslake, alleatosi anche lui per problemi di copyright, viene instaurata una battaglia legale contro Ozzy e la moglie Sharon, la manager del gruppo. Kerslake protesta per non aver ricevuto riconoscimenti negli album Blizzard of Ozz e Diary of a Madman, invece Bob reclama diritti anche per altri dischi.
Infatti, il bassista ha suonato anche in Bark at the Moon e No Rest for the Wicked, oltre a contribuire alla composizione di molti brani di The Ultimate Sin e No More Tears, senza però partecipare alle registrazioni. Dopo anni di battaglie, Daisley e Kerslake vincono la causa e ricevono i riconoscimenti della composizione dei brani.
Osbourne, però, ha cancellato le sue parti di basso (e quelle di batteria di Kerslake) nelle versioni rimasterizzate del 2002 di Blizzard of Ozz e Diary of a Madman, chiamando per la sovraincisione il bassista Robert Trujillo (Suicidal Tendencies, Metallica) e il batterista Mike Bordin (Faith No More, Korn).

## Discografia
Con i Widowmaker
- 1975 – Widowmaker
- 1977 – Too Late To Cry

Con i Rainbow
- 1977 - Long Live Rock 'N' Roll
- 1986 - Finyl Vinyl
- 2006 - Live in Munich 1977

Con Ozzy Osbourne
- 1980 – Blizzard of Ozz
- 1981 – Diary of a Madman
- 1983 – Bark at the Moon
- 1986 - The Ultimate Sin
- 1988 - No Rest for the Wicked
- 1991 - No More Tears

Con gli Uriah Heep
- 1982 – Abominog
- 1983 – Head First

Con Gary Moore
- 1984 – Victims of the Future
- 1985 – Run for Cover
- 1987 – Wild Frontier
- 1988 – After the War
- 1990 – Still Got the Blues
- 1992 – After Hours
- 2004 – Power of the Blues

Con i Living Loud
- 2004 - Living Loud

Con i Black Sabbath
- 1987 – The Eternal Idol

Con Yngwie Malmsteen
- 1988 – Odyssey

Altri
- 1970 - Kahvas Jute - Wide Open
- 1972 - Chicken Shack - Unlucky Boy
- 1974 - Mungo Jerry - Long Legged Woman Dressed In Black
- 1990 - Bill Ward - Ward One: Along the Way
- 1992 - Jeff Watson - Lone Ranger
- 1992 - Mother's Army - Mother's Army
- 1995 - Takara - The Taste Of Heaven
- 1995 - Various artists - Jimi Hendrix tribute album - In From the Storm
- 1997 - Mother's Army - Planet Earth
- 1998 - Mother's Army - Fire On The Moon
- 1998 - Takara - Blind In Paradise
- 1998 - Stream - Nothing Is Sacred
- 2001 - The Hoochie Coochie Men - The Hoochie Coochie Men
- 2003 - Jon Lord w/The Hoochie Coochie Men -Live at the Basement